# Marton-cum-Moxby
Marton-cum-Moxby – civil parish w Anglii, w North Yorkshire, w dystrykcie (unitary authority) North Yorkshire. W 2001 civil parish liczyła 64 mieszkańców.